# Jihoafrická unie na Letních olympijských hrách 1956
Jihoafrická republika se účastnila Letní olympiády 1956 v australském Melbourne. Zastupovalo ji 50 sportovců (44 mužů a 6 žen) v 10 sportech.

## Medailisté
| Medaile | Jméno                                                          | Sport      | Soutěž                              |
| ------- | -------------------------------------------------------------- | ---------- | ----------------------------------- |
| Bronz   | Daan Bekker                                                    | Box        | muži váha těžká do 81 kg            |
| Bronz   | Henry Loubscher                                                | Box        | muži velterová váha do 63,5 kg      |
| Bronz   | Jimmy Swift                                                    | Cyklistika | muži 1000 m s pevným startem        |
| Bronz   | Susan Roberts Natalie Myburgh Jeanette Myburgh Moira Abernethy | Plavání    | ženy štafeta 4 × 100 m volný způsob |